# 炭烤三明治
炭烤三明治是台湾的小吃之一，可作正餐食用。炭烤三明治有別於一般的三明治，特別之處在於吐司是用炭烤的方式作成，將吐司放置於木炭的烤肉網上烤至金黃色的色澤後，吃起來有酥脆的口感跟炭烤過後的香味，因此有炭烤三明治的名稱。

## 製作方法
將吐司放置於烤肉架上烤至金黃色後，在吐司上面分別加上些許的美乃滋及花生醬，再將火腿跟雞蛋用小火煎烤一段時間後，放置於吐司內，另外再加上小黃瓜及番茄，使吐司看起來美味可口。